# Entertainment and Leisure Software Publishers Association

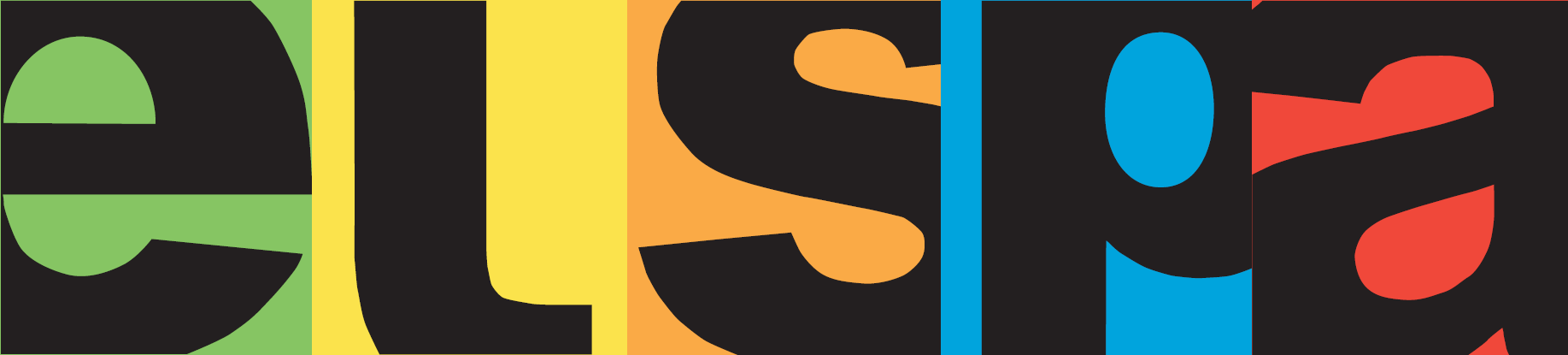
Logo der ELSPA

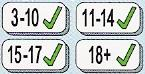
Beispiel für Alterklassifikation der ELSPA

Die Entertainment and Leisure Software Publishers Association (ELSPA) war eine 1989 gegründete Organisation britischer Computerspiele-Hersteller mit Sitz in London. Bis 2002 war sie unter dem Namen European Leisure Software Publishers Association bekannt. Sie war die Interessenvertretung der englischen Spielehersteller und entsprach in ihrer Funktion dem deutschen Verband der Unterhaltungssoftware Deutschland bzw. dessen Nachfolger.
Die ELSPA hat von 1994 bis 2003 die Alterseinstufung der in England veröffentlichten Computerspiele vorgenommen, die nicht von der British Board of Film Classification eingestuft worden waren. Mit der Einführung des PEGI im Jahre 2003 wurde die Alterseinstufung obsolet. Des Weiteren veröffentlichte die ELSPA Verkaufscharts und führt als Interessenvertretung der Spielehersteller Anti-„Raubkopier“-Kampagnen.
Im März 2010 wurde mit der Association For UK Interactive Entertainment (UKIE) eine Nachfolge-Organisation gegründet.